# Sàng Ma Sáo
Sàng Ma Sáo (còn được viết là Sảng Ma Sáo) là một xã thuộc huyện Bát Xát, tỉnh Lào Cai, Việt Nam.

## Địa lý
Xã Sàng Ma Sáo nằm ở phía tây của huyện Bát Xát, cách huyện lỵ khoảng 39 km về phía tây bắc và cách trung tâm cụm xã Mường Hum 5 km,  nếu xuất phát từ Sapa thì quãng đường sẽ dài đến 70 km.có vị trí địa lý:
- Phía đông giáp xã Dền Sáng và xã Dền Thàng
- Phía nam giáp xã Mường Hum và xã Trung Lèng Hồ
- Phía tây giáp tỉnh Lai Châu.
- Phía bắc giáp xã Y Tý và xã Dền Sáng.

### Địa hình
Xã Sàng Ma Sáo có địa hình phức tạp, bị chia cắt bởi các dãy núi cao, gồm hai khu vực:
- Khu vực núi cao, chiếm khoảng 4/5 diện tích, gồm các thôn: Nhìu Cồ San, Khu Chu Phìn, Sàng Ma Sáo.
- Vùng thấp: gồm các thôn: Mà Mù Sử I, Mà Mù Sử II, Ki Quan San, Nậm Pẻn 1, Nậm Pẻn 2.

## Hành chính
Xã Sàng Ma Sáo được chia thành 11 thôn.

## Du Lịch
Sàng Ma Sáo nổi tiếng với ruộng bậc thang hùng vĩ. Ruộng bậc thang Sàng Ma Sáo (Bát Xát – Lào Cai) nằm giữa dãy núi trùng điệp, bạt ngàn rừng già nguyên sinh đang trở thành điểm đến hấp dẫn du khách.  Khi mùa nước đổ về, từ dãy Nhìu Cồ San, ta có thể ngắm nhìn cảnh sắc huyền ảo như tấm gương khổng lồ phản chiếu bức tranh thiên nhiên nên thơ. Từ tháng 5 đến tháng 6 hàng năm, cùng với những cơn mưa đầu mùa rót nước vào các thửa ruộng, bà con nông dân bắt đầu ra đồng để kịp thời cấy lúa, theo đúng chu kỳ vụ mùa duy nhất của năm. Dưới ánh nắng mặt trời, những thửa ruộng bậc thang chứa đầy nước óng ánh, tạo nên một quang cảnh lung linh và huyền ảo.